# 米萊蒂奇角

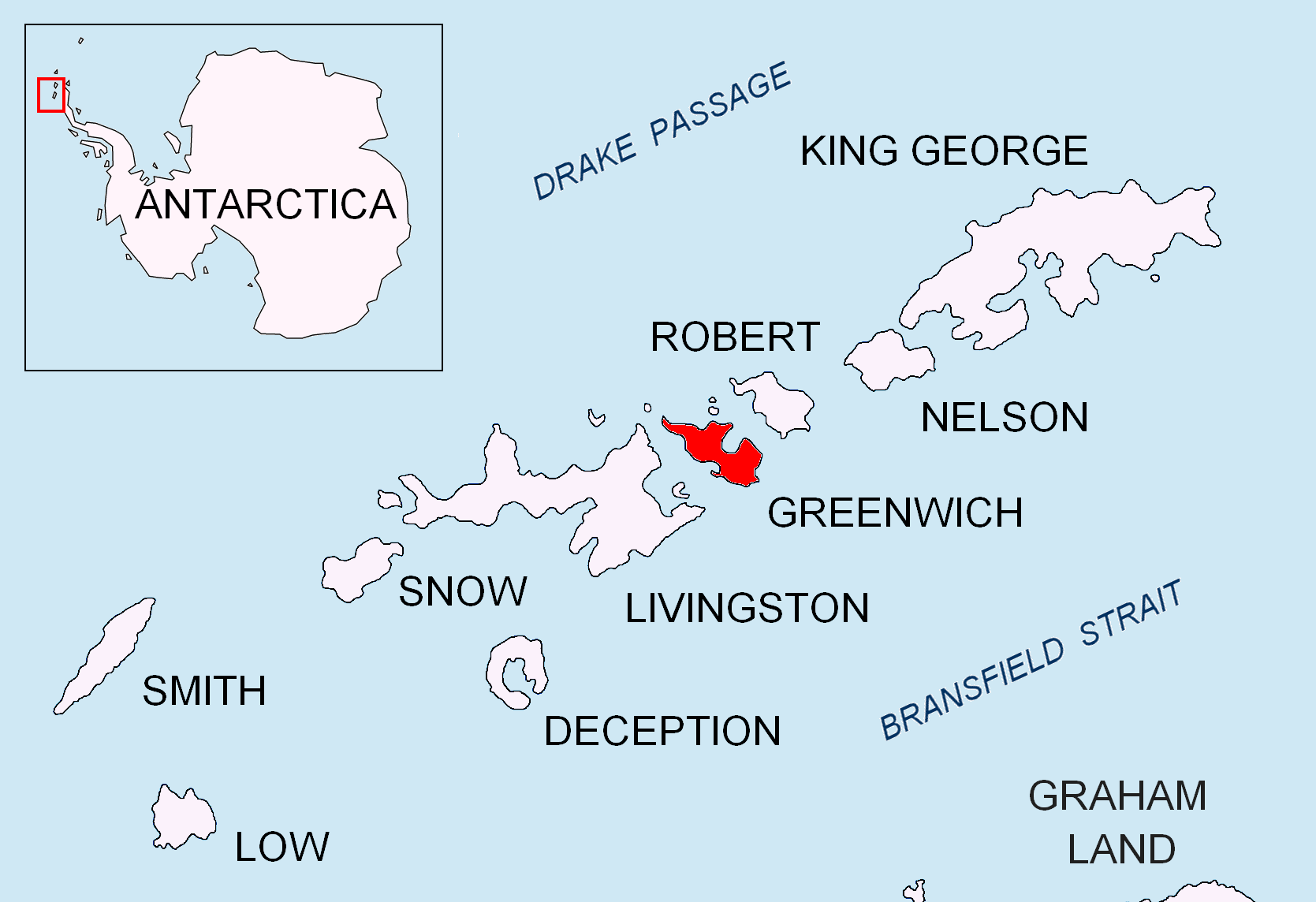

62°26′45.7″S 59°56′12″W / 62.446028°S 59.93667°W
米萊蒂奇角是南極洲的海岬，位於南設得蘭群島的格林尼治島，處於卡比萊島東南面0.2公里、克魯奇峰以北0.8公里、帕夫利凱尼角以東1.55公里、阿普里洛夫角以西2.1公里。

## 外部連結
- Miletich Point. （页面存档备份，存于） SCAR Composite Gazetteer of Antarctica.